# Louis-René-Antoine Grangier de La Marinière
Pour les articles homonymes, voir Grangier.
Louis-René-Antoine Grangier de La Marinière (22 octobre 1814 à Vitry-sur-Seine - 2 octobre 1882 à Paris) est un homme politique français.

## Biographie
Petit-fils du baron Antoine Dubois, il appartenait sous Louis-Philippe au tiers-parti. 
Nommé, en 1840, attaché d'ambassade à Madrid par Thiers, il suivit la fortune politique de ce dernier, donna sa démission à l'avènement du ministère Guizot, collabora à divers journaux, et publia, notamment dans le Constitutionnel, une série de Lettres remarquées sur les élections anglaises. 
Le 1er août 1846, Louis Grangier de La Marinière se présenta, comme candidat conservateur indépendant, à la Chambre des députés dans le 4e collège de la Nièvre (Cosne), et y obtint, sans être élu, 125 voix contre 143 à Delangle, candidat ministériel, qui l'emporta.
Conseiller général de la Nièvre, il fut élu représentant de ce département, le 23 avril 1848. Il siégea au centre gauche et fit partie du comité de l'agriculture et du Crédit foncier.
Non réélu à la Législative en 1849, Louis Grangier de La Marinière se tint à l'écart sous l'Empire, et consacra son temps à des travaux littéraires et historiques. Membre de la Société des bibliophiles français, il apporta son concours au Bulletin du Bibliophile, que le libraire-éditeur Joseph Techener avait fondé avec Charles Nodier en 1834.
En 1871, il remplit auprès de Thiers les fonctions de secrétaire particulier, puis fut nommé, la même année, préfet de la Haute-Marne, et mis en disponibilité le 24 mai 1873. 
En 1876, Émile de Marcère l'appela à la Préfecture de la Meuse; mais son mauvais état de santé l'empêcha d'occuper longtemps ce poste et il dut y renoncer pour revenir définitivement à la vie privée.

## Sources
- « Louis-René-Antoine Grangier de La Marinière », dans Adolphe Robert et Gaston Cougny, Dictionnaire des parlementaires français, Edgar Bourloton, 1889-1891 [détail de l’édition]